# علی جبلی (شنا)
علی جبلی (زاده ۳۰ شهریور ۱۳۸۳ در تهران) شناگر اهل ایران است. او که عضو تیم ملی شنا ایران است، سابقه قهرمانی در مسابقات داخلی و جهانی را در کارنامه خود دارد. کسب مدال طلا در مسابقات بین‌المللی دبی امارات در کنار حضور در مسابقات جهانی قطر و رقابت‌های جهانی ایتالیا از جمله دستاوردهای دوره فعالیت جبلی محسوب می‌شود.
جبلی از سال ۱۳۹۸ عضو تیم ملی شنا ایران است و در لیگ برتر شنا ایران هم در تیم نفت تهران عضویت دارد.

## افتخارات
- یک مدال برنز و یک مدال نقره مسابقات بین‌المللی ایران (تبریز ۲۰۱۷)
- یک مدال طلا مسابقات بین‌المللی ایران (تهران ۲۰۱۸)
- ۳ مدال طلا مسابقات بین‌المللی امارات (دبی ۲۰۱۸)